# أيام الغضب (مسلسل)
أيام الغضب مسلسل تلفزيوني سوري، بطولة أيمن زيدان وفرح بسيسو ومن إخرج باسل الخطيب ومن إنتاج شركة الشام الدولية للإنتاج السينمائي والتلفزيوني عام 1997

## قصة العمل
تدور أحداث المسلسل بين عامي 1920 و 1925 حين تدخل القوات الفرنسية إحدى القرى السورية الصغيرة، ولا تتمكن من التعامل سوي مع قلة من المستفيدين بينما السواد الأعظم من سكان القرية يتجهون بشكل تصاعدي للانخراط في مقاومة المحتلين...ويركز المسلسل هنا على فكرة أن الشعب دائماً يمتلك قراره ومصيره، بحيث يجسد هذه الفكرة باختزالاتها الدرامية والعاطفية بطل شعبي يدعى ضرغام، ويقوم بدوره أيمن زيدان، قصة الحب التي تقوم بين ضرغام وشفيقه ...هو المناضل المطلوب من جيش الاحتلال وهي (تقوم بدورها فرح بسيسو) الفتاة البسيطة التي تعمل مع والدتها في حياكة السجاد والبسط، والتي تتحول إلى فخ ينصبه المستعمر لضرغام حين يعلم بعلاقاتهما العاطفية، لتتشعب الأحداث بعد ذلك ..
و الآغا (يقوم بدوره عبد الرحمن آل رشي )وعائلته، ويجسد الآغا في الواقع صورة الموالي للفرنسيين الذي لاتعنيه في حقيقة الأمر سوى الولاء لأطماعه ولكل من يساعده في تحقيق هذه الأطماع ..حتى ولو على حساب وطنه وأهله وناسه ....خصوصاً وان الآغا سرعان ماتضرب بيته خلافات حادة مع أبنائه، فضلاً عن اصطدامه الدائم بأهالي القرية .. ثم هناك شخصية الشيخ بشير (ويلعب دوره خالد تاجا) الرجل الهرم الذي يعيش منعزلاً في أعلى الجبل ويزور القرية من وقت لآخر حيث يحظى باحترام ومحبة عميقين، فالجميع يصدق حكمته ويحترم مشورته ويقدّر موهبته في معالجة المرضى، ولكن الشيخ البشير ليس بعيداً هو الآخر عن الهم الوطني العام وسوف يفاجئ الجميع بخطوة مذهلة، حين يقصد القرية مطالباً الفرنسيين بإطلاق سراح برهوم (يؤدي الدور عبد الهادي صباغ)الشاب المتخلف عقلياً والأخرس الذي تعتقله سلطات الاحتلال بتهمة مساعدة الثوار 

### موقع التصوير
صور في قرية القنية وفي مدينة بانياس الساحلية

## الممثلون
- أيمن زيدان (ضرغام)[2]
- فرح بسيسو (شفيقة)
- عبد الرحمن آل رشي (سليم آغا)
- عبد الهادي صباغ (برهوم)
- جهاد عبدو
- عبد الفتاح المزين (ضيف الحلقات)
- بسام لطفي (ضيف الحلقات)
- أنطوانيت نجيب (ضيفة الحلقات)
- حسن عويتي (ضيف الحلقات)
- كريكور كلش (ضيف الحلقات)
- خالد تاجا (الشيخ بشير)
- سوسن ميخائيل
- نزار أبو حجر
- يارا صبري
- عابد فهد
- محمد الشيخ نجيب
- غسان مسعود
- كارمن لبس (ماتيلد)
- ليلى عوض
- شكران مرتجى
- سامر المصري
- أحمد رافع
- محمد آل رشي
- توفيق إسكندر
- جيهان عبد العظيم
- جوزيف ناشف
- محمد خاوندي
- أميرة حجو
- حنان شقير
- وائل رمضان
- رافي وهبي
- نبيل حلواني
- علي مدراتي
- مأمون الفرخ
- حسين الصيداوي
- سمير الحكيم
- عبد المولى غميض
- سنباط قسيس
- وفاء العبد الله
- ماكدة مورة
- محمد خير الجراح
- فادي زغيب
- فواز الجدوع
- أحمد الخير
- نيكولاي بوستيلون
- باتريك بيهارد
- عادل الزايد
- حسام عيسى
- نهاد إبراهيم
- رجاء يوسف
- رضوان سالم
- رغداء سلمان
- شادي زيدان
- ميشيل أشقر
- خالد حمد
- فواز سرور
- حازم زيدان